# قائمة ألعاب فيديو نشرتها سوني كمبيوتر انترتينمنت
هذه قائمة بأهم ألعاب الكمبيوتر والفيديو المنشورة من قبل سوني كمبيوتر انترتينمنت.

## بلاي ستيشن
- 1994
- نسخة فيزيائية
  - موتر تون غراند بريكس
- 1995
- نسخة فيزيائية
  - آير كمبات (لعبة فيديو)
  - جيت موتو (سلسلة)
  - مورتال كومبات 3
  - تيكن (لعبة الفيديو)
  - تويستد ميتال (لعبة فيديو)
  - وارهاك (لعبة فيديو 1995)
- 1996
- نسخة فيزيائية
  - كراش بانديكوت (لعبة فيديو)
  - جيت موتو 2
  - موتر تون غراند بريكس 2
  - تيكن 2
  - تويستد ميتال 2
- 1997
- نسخة فيزيائية
  - أيس كمبات 2
  - كراش بانديكوت 2: كورتكس سترايكس باك
  - روسكو ماكوين فايرفايتر إكستريم
  - تومبا!
- 1998
- نسخة فيزيائية
  - كراش بانديكوت 3: واربد
  - غران تورزمو (لعبة فيديو)
  - كابوس المخلوقات (لعبة فيديو)
  - سبايس ورلد (لعبة فيديو)
  - التنين سبايرو
  - تيكن 3
  - تويستد ميتال 3
- 1999
- نسخة فيزيائية
  - كراش تيم رسينغ
  - غران تورزمو 2
  - جيت موتو 3
  - أوميغا بوست
  - سبايرو 2: غضب ربتو
  - سيفون فلتر (لعبة 1999)
  - تومبا! 2: عودة الخنزير الشرير
  - تويستد ميتال 4
- 2000
- نسخة فيزيائية
  - كراش باش
  - بطولة العالم لسباقات الفورمولا واحد موسم 2000
  - سبايرو عام التنين
  - سيفون فلتر 2
- 2001
- نسخة فيزيائية
  - أطلنطس: الإمبراطورية المفقودة
  - سيفون فلتر 3
  - تويستد ميتال سمول براول
- 2002
- نسخة فيزيائية
  - كوكب الكنز

## بلاي ستيشن 2
- 2000
- نسخة فيزيائية
  - تيكن تاغ تورنمنت
- 2001
- نسخة فيزيائية
  - غران تورزمو 3
  - غران تورزمو كونسبت
  - آيكو
  - كينيتيكا
  - تويستد ميتال بلاك
- 2002
- نسخة فيزيائية
  - كوكب الكنز
  - إف 355 شالينج
  - بطولة العالم لسباقات الفورمولا واحد موسم 2002
  - تيكن 4
  - تويستد ميتال بلاك
- 2003
- نسخة فيزيائية
  - بطولة العالم لسباقات الفورمولا واحد موسم 2003
- 2004
- نسخة فيزيائية
  - غران تورزمو 4
  - مغامرات جاكي شان
  - مفتاح قتل (لعبة فيديو)
  - موتو جي بي 4
  - سايرن (لعبة فيديو)
  - سيفون فلتر:سلالة أوميغا
- 2005
- نسخة فيزيائية
  - أيس كمبات 5
  - إله الحرب (لعبة فيديو)
  - غران تورزمو 4
  - شادو أوف ذا كولوسس
  - تيكن 5
- 2006
- نسخة فيزيائية
  - سايرن 2 (لعبة فيديو)
  - Formula One 06
  - غران تورزمو 4
  - ليمينجز
  - قاعدة الوردة
  - تورست تروفي
- 2007
- نسخة فيزيائية
  - إله الحرب 2
  - سيفون فلتر:عامل التصفية
- 2008
- نسخة فيزيائية
  - تويستد ميتال هيد اون
- 2009
- نسخة فيزيائية
  - غوستباسترز: ذا فيديو جيم
- 2010
- نسخة فيزيائية
  - سيفون فلتر:ظل لوغان

## بلاي ستيشن 3
- 2006
- نسخة فيزيائية
  - ريزستنس: فول أوف مان
- PSN
  - غران تورزمو إتش دي كونسبت
  - ليمينجز
- 2007
- نسخة فيزيائية
  - هيفنلي سورد
  - موتر ستورم
  - أنشارتد: دريك فورتشن
  - وارهاك (لعبة فيديو 2007)
- PSN
  - بلاي ستيشن آي
- 2008
- نسخة فيزيائية
  - غران تورزمو 5 برولوغ
  - ليتل بيغ بلانت
  - موتر ستورم: باسفك رفت
  - المقاومة 2

'
- PSN
  - بلاي ستيشن هوم
  - سايرن : لعنة الدم
- 2009
- نسخة فيزيائية
  - آي بت
  - غوستباسترز: ذا فيديو جيم
  - إنفيموس (لعبة فيديو)
  - كيل زون 2
  - أنشارتد 2: أمونغ ثيفز
  - بيجيويلد 2
  - زوما
- 2010
- نسخة فيزيائية
  - آي بت
  - إله الحرب 3
  - غران تورزمو 5
  - هيفي رين
  - ماغ (لعبة فيديو)
  - مودنيشن ريسر (لعبة فيديو)
  - سبورتس تشامبيونز
  - ديد نيشن
  - موتر ستورم: باسفك رفت
  - ليتل بغ بلانت 2
- 2011
- نسخة فيزيائية
  - إنفيموس 2
  - كلزون 3
  - ليتل بغ بلانت 2
  - تيكن تاغ تورنمنت
  - أنشارتد 3: دريكز ديسبشن
- PSN
  - إنفيموس: فستيفل أوف بلد
  - بلانتس فيرسيز زومبيز
- 2012
- نسخة فيزيائية
  - بلاي ستيشن كل النجوم باتل رويل
  - سبورتس تشامبيونز 2
  - ستارهاك (لعبة فيديو 2012)
  - تويستد ميتال (لعبة فيديو 2012)
- PSN
  - جورناي (لعبة فيديو)
  - كلزون 3
  - توكيو جانغل (لعبة فيديو)
- 2013
- نسخة فيزيائية
  - بيوند: تو سولز
  - إله الحرب: الارتقاء
  - جران توريزمو 6
  - ذا لاست أوف أس
- PSN
  - دوست 514
  - أنشارتد 3: دريكز ديسبشن
- 2014
- نسخة فيزيائية
  - ديستني (لعبة فيديو)
  - ليتل بغ بلانت 3
  - ماين كرافت
- PSN
  - كاونتر سباي (لعبة فيديو)

## بلاي ستيشن 4
- 2013
- نسخة فيزيائية
  - كلزون:شادو فال
- 2014
- نسخة فيزيائية
  - إنفيموس: سكند سن
  - ذا لاست أوف أس ريماسترد
  - درايف كلوب
  - ليتل بغ بلانت 3
  - ماين كرافت
  - ديستني (لعبة فيديو)
- PSN
  - كاونتر سباي (لعبة فيديو)
  - ديد نيشن
  - إنفيموس فيرست لايت
  - كلزون:شادو فال
- 2015
- نسخة فيزيائية
  - ذا اوردر: 1886
  - بلود بورن
  - إله الحرب 3
- PSN
  - ذا لاست أوف أس: ليفت بيهايند
  - ستريت فايتر IV [1]
  - جورناي (لعبة فيديو)
- قادمة في 2015
- نسخة فيزيائية
  - أنتل داون
  - أنشارتد (سلسلة)
- PSN
  - أمونغ ذا سليب
- قادمة في 2016
- نسخة فيزيائية
  - أنشارتد 4:نهاية سارق
- سيعلن عنها لاحقا
- نسخة فيزيائية
  - ميديا موليكول
  - غران تورزمو 7
  - هيفي رين [2]
  - بيوند: تو سولز [2]
- PSN
  - كيتا تاكاهاشي

## بلاي شتيشن 5

### 2020
- بيع بالتجزئة
  - ديمونز سولز (لعبة فيديو 2020)
  - كول أوف ديوتي: بلاك أوبس كولد وور (سوني إنتراكتيف إنترتينمنت)
  - ساكبوي: مغامرة فتى
  - سبايدرمان: مايلز موراليس
- شبكة بلاي ستيشن
  - أستروز بلاي روم
  - سبايدرمان (لعبة فيديو 2018)

### 2021
- بيع بالتجزئة
  - فاينل فانتسي 7 ريميك (سوني إنتراكتيف إنترتينمنت)
  - نيوه (لعبة فيديو) (سوني إنتراكتيف إنترتينمنت)
  - ريتورنل (لعبة فيديو 2021)
  - راتشت أند كلانك: شق طريقك
  - شبح تسوشيما
  - ديث ستراندنغ
  - كول أوف ديوتي: فانغارد (سوني إنتراكتيف إنترتينمنت)
- شبكة بلاي ستيشن
  - نيوه (لعبة فيديو) (سوني إنتراكتيف إنترتينمنت)
  - نيوه 2 (سوني إنتراكتيف إنترتينمنت)
  - شبح تسوشيما

### 2022
- بيع بالتجزئة
  - إله الحرب: راجناروك
  - غران تورزمو 7
  - هورايزن الغرب المحظور
  - ذا لاست أوف أس: الجزء الأول (لعبة فيديو 2022)
  - أنشارتد (سلسلة)

### 2023
- بيع بالتجزئة
  - فاينل فانتسي 16
  - غران تورزمو 7 
  - هورايزن الغرب المحظور
  - سبايدر مان 2 (لعبة فيديو 2023)
- PlayStation VR2
  - هورايزن كول أف ذا ماوتن

### 2024
- بيع بالتجزئة
  - استرو بوت  [لغات أخرى]‏
  - هوريزن زيرو دون
  - ذا لاست أوف أس: الجزء الثاني

- - رايز أوف ذا رونين
  - ستلر بلاد
  - أنتل داون

### تم الإعلان عنه 2024
- شبكة بلاي ستيشن
  - غران تورزمو (سلسلة)

### تم الإعلان عنه 2025
- Retail
  - ديث ستراندنغ 2: على الشاطئ
  - شبح يوتي

## بلاي ستيشن بورتبل
- 2005
- نسخة فيزيائية
  - تويستد ميتال هيد اون
- 2006
- نسخة فيزيائية
  - كيل زون لابريشن
  - ليمينجز
  - سيفون فلتر:عامل التصفية
- 2007
- نسخة فيزيائية
  - سيفون فلتر:ظل لوغان
- 2008
- نسخة فيزيائية
  - إله الحرب: سلاسل الأولمب
- 2009
- نسخة فيزيائية
  - غوستباسترز: ذا فيديو جيم
  - غران تورزمو (بلاي ستيشن بورتبل)
- 2010
- نسخة فيزيائية
  - آي بت
  - إله الحرب: شبح إسبرطة
  - مودنيشن ريسر (لعبة فيديو)
- 2011
- نسخة فيزيائية
  - كارز 2 (لعبة فيديو)

## بلاي ستيشن فيتا
- 2012
- نسخة فيزيائية
  - بلاي ستيشن كل النجوم باتل رويل
  - أنشارتد:الهاوية الذهبية
  - بلانتس فيرسيز زومبيز
- 2013
- نسخة فيزيائية
  - إيبك ميكي 2: ذا باور أوف تو
  - كيلزون: ميرسنري
  - ذا واكينغ ديد (لعبة فيديو)
- PSN
  - بلاي ستيشن هوم
- 2014
- بيع بالتجزئة
  - بوردرلاندز 2
  - ماين كرافت
- PSN
  - كاونتر سباي (لعبة فيديو)
  - ديد نيشن
  - ليمينجز

## ويندوز

### 1997
- جيت موتو (لعبة فيديو) (امريكا الشمالية فقط)
- تويستد ميتال 2 (امريكا الشمالية فقط)

### 2015
- هيل درايفرز

### 2016
- إيفيري بادي غان تو ذا رابتور

### 2018
- Guns Up!

### 2019
- ReadySet Heroes

### 2020
- ديث ستراندنغ
- هوريزن زيرو دون
- Predator: Hunting Grounds

### 2021
- أيام مضت

### 2022
- إله الحرب (لعبة فيديو 2018)
- ساكبوي: مغامرة فتى
- سبايدرمان (لعبة فيديو 2018)
- سبايدرمان: مايلز موراليس
- أنشارتد (سلسلة)

### 2023
- راتشت أند كلانك: شق طريقك
- ريتورنل (لعبة فيديو 2021)
- ذا لاست أوف أس: الجزء الأول (لعبة فيديو 2022)

### 2024
- Concord
- شبح تسوشيما
- إله الحرب: راجناروك
- هيل درايفرز 2  [لغات أخرى]‏
- هورايزن الغرب المحظور
- هوريزن زيرو دون
- مغامرات ليغو هورايزون  [لغات أخرى]‏
- أنتل داون

### 2025
- سبايدر مان 2 (لعبة فيديو 2023)

## وصلات خارجية
- سوني كمبيوتر انترتينمنت. نسخة محفوظة 2 سبتمبر 2006 على موقع واي باك مشين.
- سوني كمبيوتر انترتينمنت في جميع أنحاء العالم استوديوهات